# Йосиф Вринга
Евнухът Йосиф Вринга (на гръцки: Ὶωσῆφ Βρίγγας) е патриций и началник на флота през самостоятелното управление на византийския император Константин VII Багренородни (945 – 959 г.) и най-висшият служител на наследника му Роман II (959 – 963 г.). Вринга е привърженик на силната императорска власт и противник на военната аристокрация, но печели силни врагове и в средите на цивилната администрация и църквата. По тази причина след смъртта на Роман II през март 963 г. той не успява да се задържи задълго като регент на малолетните му синове, Василий II и Константин VIII. През същото лято командващият армията Никифор Фока завладява Константинопол и се провъзгласява за съимператор. Вринга е пратен в изгнание и умира в манастир във Витиния две години по-късно.